# Rocky Mount (Wirginia)
Rocky Mount – miasto w Stanach Zjednoczonych, w stanie Wirginia, siedziba administracyjna hrabstwa Franklin.